# Bataillon
Pour les articles homonymes, voir Bataillon (homonymie).
 (mai 2022).
Un bataillon est une unité militaire commandée par un officier supérieur et regroupant plusieurs compagnies, soit de 300 à 1 200 hommes[réf. nécessaire].

## Étymologie
Le mot bataillon est dérivé de l’italien battaglione.

## Formations militaires

Symbole standard de l'OTAN pour un bataillon allié.

Suivant le pays, le lieu ou l'époque, plusieurs bataillons forment :
- un régiment
- une demi-brigade
- une brigade
- un groupe-brigade (dans l'armée canadienne)

## France
Dans l'armée de terre, le bataillon était à l'origine une formation tactique pour le combat à pied, qui était constituée en regroupant les effectifs de plusieurs compagnies. Le bataillon était alors (sous l'Ancien Régime) l'équivalent pour l'infanterie de l'escadron dans la cavalerie, le régiment et la compagnie étant plutôt des formations administratives. Par la suite, le bataillon devint progressivement une subdivision organique du régiment mais cet échelon intermédiaire entre la compagnie et le régiment a presque entièrement disparu - sauf dans l'Aviation légère de l'armée de terre (ALAT - voir ci-dessous).
Dans la marine nationale, l'appellation de bataillon a été utilisée pour les fusiliers marins (voir notamment les bataillons de la Brigade de fusiliers marins engagés dans la bataille de Dixmude pendant la Première Guerre mondiale et le 1er bataillon de fusiliers-marins des Forces françaises libres pendant la Seconde Guerre mondiale).
De nos jours l'appellation subsiste pour le Bataillon de marins-pompiers de Marseille.
Dans l'armée de l'air l'appellation de bataillon a également été utilisée (bataillon de l'air et bataillon du génie de l'air, ces dernières unités appartenant en fait à l'armée de terre) mais elle n'est plus en usage de nos jours.
Enfin, la Gendarmerie nationale ne comporte plus non plus de bataillons, les deux derniers ayant appartenu au 2e régiment d'infanterie de la garde républicaine au début des années 1980.

### Le bataillon dans l'armée française contemporaine
De nos jours, on trouve dans l’armée française trois types de bataillons (en sus du Bataillon de marins-pompiers de Marseille déjà cité) :

#### Bataillons organiques
Les régiments de l'armée de terre sont subdivisés en compagnies et l'échelon bataillon a disparu. Cependant, trois des régiments d'hélicoptères de combat de l'aviation légère de l'armée de terre (ALAT) comportent des bataillons. Adoptée tout d'abord par le 5e régiment d'hélicoptères de combat basé à Pau, cette organisation a été également étendue aux 1er et 3e régiments. Le 4e régiment (qui soutient les forces spéciales) comporte un effectif plus réduit et n'a pas adopté la structure bataillonnaire .
Exemple : le 5e régiment d'hélicoptères de combat comporte trois bataillons organiques :
État-major, bureaux (BCOI, BCML) :
- Bataillon d'appui aéromobile (une escadrille de contrôle et de ravitaillement et une escadrille de commandement et de logistique).
- Bataillon d'hélicoptères de manœuvre et d'assaut (3 escadrilles de vol, dont une escadrille Cougar et 2 escadrilles de maintenance).
- Bataillon d'hélicoptères et reconnaissance et d'attaque (3 escadrilles de vol, 2 escadrilles de maintenance).

À noter également qu'à l'École spéciale militaire de Saint-Cyr, tous les élèves d'une année sont groupés en bataillons. En première année, les élèves font partie du troisième bataillon (élève-officier), en deuxième année, du deuxième bataillon (aspirant), enfin en troisième année, du « Premier bataillon de France » (sous-lieutenant). Le 4e bataillon de l'École spéciale militaire de Saint-Cyr forme les officiers sous contrat, les officiers polytechniciens et les officiers de réserve. Bataillon devenu en 2021 l’École des aspirants de Coëtquidan.

#### Bataillons formant corps
Ces unités portent le nom de bataillon par tradition (chez les chasseurs à pied, les chasseurs alpins ou dans l’infanterie de marine) mais sont en fait des régiments, c'est-à-dire de véritables formations administratives. De ce fait, ils sont commandés par un colonel ou un lieutenant-colonel.

#### Bataillons temporaires
Le plus souvent interarmes, ces unités, qui d’ailleurs ne portent pas forcément la dénomination de bataillon, sont constituées pour accomplir une mission donnée pendant une période bien déterminée et sont en général sous les ordres du chef de corps du régiment qui fournit la majorité de leur effectif (donc également un colonel ou un lieutenant-colonel). Ce sont des Groupements tactiques ou des groupements tactiques interarmes (GTIA) (en anglais Battle Group) qui associent généralement des compagnies d’infanterie à des éléments des autres armes (arme blindée cavalerie, artillerie, etc.) ou des bataillons logistiques (BATLOG) ou encore des Bataillons de Commandement et de Soutien (BCS), ces deux derniers types d’unités comportant des éléments du Train et du Matériel.

### Rappel historique
Le terme de bataillon a été utilisé initialement dans la cavalerie et l’infanterie mais très rapidement son emploi a disparu dans la cavalerie, au profit de celui d'escadron.
Le mot bataillon décrivait une troupe au combat avant même que celles-ci ne soient regroupées en régiments au XVIe siècle. En remontant encore dans le temps, à l’époque de la chevalerie on trouvait des batailles qui regroupaient plusieurs bannières.
Après la formation des régiments d’infanterie au XVIe siècle, le bataillon, qui à l’origine n’était qu’un agglomérat de forces de tailles très diverses, devient la subdivision tactique du régiment, formation de combat constituée en regroupant les effectifs de plusieurs compagnies.
La taille du bataillon dépend de paramètres directement liés aux nécessités tactiques (nombre et proportion des piquiers et des arquebusiers par exemple) mais elle est également liée à d’autres contraintes (capacité de manœuvrer sous le commandement d’un seul homme, mais aussi capacités d’hébergement ou de cantonnement lors des campagnes). En fonction de la période, l'effectif moyen d'un bataillon varie entre 500 et 1 000 hommes.
À partir du règne de Louis XIV, un bataillon est donc composé de compagnies, dont la taille et l’effectif varient également en fonction de la période. Mais pour manœuvrer ou combattre, la subdivision tactique du bataillon est le peloton et, suivant la période (et donc la taille des compagnies), chaque compagnie forme un demi-peloton, un peloton ou deux pelotons de son bataillon. Sur le plan tactique, l'échelon supérieur au bataillon est la brigade, qui regroupe les bataillons de plusieurs régiments (ce dernier étant surtout un cadre administratif).
Sous Louis XIV, un bataillon d'infanterie regroupe un effectif théorique compris entre 600 et 800 hommes, répartis entre douze et seize compagnies suivant la période.
À partir du début du XVIIIe siècle, l’arme unique pour tout le bataillon est le fusil équipé de sa baïonnette. Les deux formations principales du bataillon sont l’ordre en colonne (ordre profond) et l’ordre déployé (ordre mince) sur trois rangs, chaque rang tirant généralement à tour de rôle. La disposition en colonne par division (deux pelotons de front) est privilégiée pour les déplacements rapides sur le champ de bataille mais également pour l’attaque, l’ordre déployé pour les feux de salves. Pour se défendre contre la cavalerie les bataillons se forment en carré (carré à centre vide constitué d'un ou de plusieurs bataillons).
Suivant l’époque, un régiment d’infanterie forme entre un et quatre bataillons mais, jusque vers le milieu du règne de Louis XVI, le nombre de bataillons par régiments n’est pas constant pour une époque donnée : par exemple lors de la guerre de Succession d'Autriche (1740-1748) de nombreux régiments comptent un seul bataillon, certains en comptent deux, d’autres enfin en comptent quatre, chaque bataillon étant formé à l’époque de douze compagnies de fusiliers et d’une compagnie de grenadiers. Et dans les derniers mois de 1746, la plupart de ces régiments reçoivent un bataillon supplémentaire, qui sera réformé après la fin de la guerre.
Certains bataillons sont commandés par les officiers supérieurs du régiment en personne (colonel, lieutenant colonel), d’autres sont commandés par les plus anciens de leurs capitaines. En 1774 (ordonnance du 28 juin) est créé le grade de chef de bataillon - qui est d’ailleurs supprimé dès 1776 pour être recréé quelques années plus tard.
En 1762 (ordonnance du 10 décembre), le bataillon d’infanterie française est composé de huit compagnies de 65 fusiliers et 4 officiers et une de 52 grenadiers et 3 officiers.
À partir de 1776, (réformes du comte de Saint Germain) les régiments compteront un nombre égal de bataillons (deux). Chacun des deux bataillons compte quatre compagnies de fusiliers et une compagnie de grenadiers (1er bataillon) ou de chasseurs (2e bataillon).
Sous la Révolution, le régiment disparaît au profit de la demi-brigade, composée d’un bataillon de ligne provenant de l’ancienne armée royale et de deux bataillons de volontaires. Chaque bataillon compte huit compagnies de fusiliers et une de grenadiers.
Aux débuts du Premier Empire, un régiment de ligne compte trois bataillons de guerre et un de dépôt, chaque bataillon de guerre comptant une compagnie de grenadiers, une de voltigeurs et sept de fusiliers (appelées également compagnies « du centre ») mais en 1808, l’infanterie est réorganisée et le régiment compte désormais quatre bataillons de guerre et un bataillon de dépôt. L’effectif des compagnies augmente à 140 hommes tandis que leur nombre par bataillon diminue : chaque bataillon de guerre compte désormais quatre compagnies de fusiliers, une compagnie de grenadiers et une compagnie de voltigeurs. Chaque compagnie forme un peloton de son bataillon (en transférant éventuellement des hommes entre compagnies pour égaliser les pelotons). Chaque peloton comporte deux sections.
En 1873, un régiment d'infanterie est composé de quatre bataillons à quatre compagnies.
En 1916, un régiment d'infanterie compte trois bataillons de trois compagnies (plus une compagnie de mitrailleuses).
En 1939, le régiment d'infanterie regroupe trois bataillons à quatre compagnies.
De nos jours, comme mentionné plus haut, le bataillon « temporaire » que constitue le Groupement tactique interarmes (GTIA) est l'élément de base d'intervention dans la majorité des conflits (Afghanistan, Mali) tandis que des bataillons logistiques (BATLOG) ou de commandement et de soutien (BCS) sont mis en place pour assurer le commandement et le support des forces déployées.

### Exemples de bataillons dans l'histoire de l'armée française
Comme les exemples ci-dessous le montrent, l’appellation de bataillon a également été utilisée à de nombreuses reprises pour des unités temporaires (bataillon de marche, de passage, etc.). À noter qu'on pourrait comparer un GTIA à un bataillon de marche mais cette dernière appellation pouvait souvent impliquer une re-création à partir d'unités désorganisées ou détruites à la suite d'un combat alors qu'un GTIA est une unité constituée dès l'origine pour remplir une mission donnée dans un temps déterminé.

#### Bataillon de marche

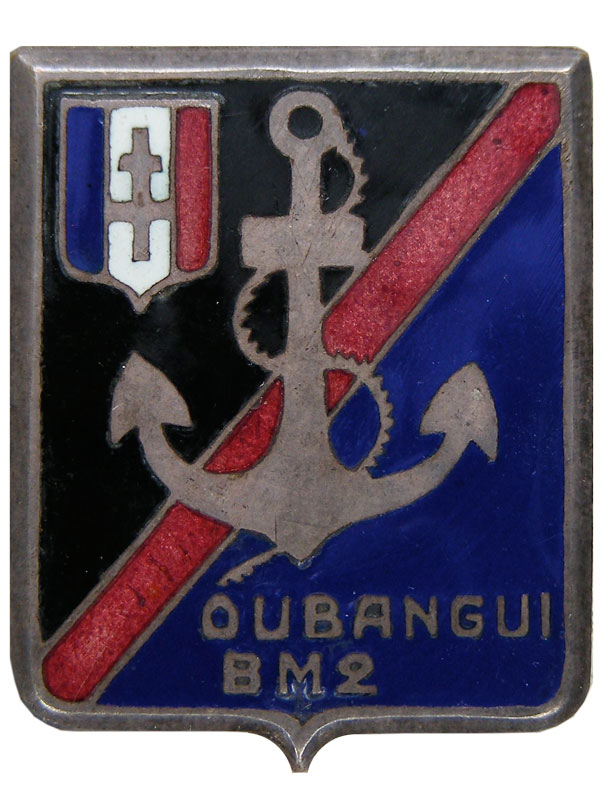
Insigne du bataillon de marche no 2 de l'Oubangui-Chari (Afrique équatoriale française).

Une unité est dite « de marche » (BM) lorsqu'elle est formée à partir d'éléments d'autres unités ; en pratique, cela résulte le plus souvent de pertes trop lourdes dans les unités d'origine, mais cela peut aussi résulter d'un ralliement local d'unités plus petites. Le terme « marche » désigne une unité qui est formée pour un temps limité. En général, pour la durée de la campagne.
Pendant la Première Guerre mondiale, ce type d'unité a été créé à la suite d'une décision ministérielle du 25 janvier 1915 prévoyant la constitution de 40 bataillons de marche en France, soit deux par région militaire. Cette volonté fait suite à la crise des effectifs qui se fait déjà sentir et à l'obstination de l'état-major d'employer le maximum de troupes au front afin de s'assurer de la supériorité numérique. Ces bataillons sont composés de recrues, de soldats encore dans les dépôts et de blessés redevenus disponibles.
Février 1915, à partir de renforts de tous les régiments de la place de Belfort formation d'un bataillon de marche, à la caserne Bechaud, portant le numéro 171. Le 24 mars 1915, les trois BM des 63e RI, 107e RI et 171e R.I sont mis à la disposition du 6e corps d'armée. Le BM du 171e R.I sert à reconstituer le 132e R.I.
Les bataillons d'infanterie légère d'Afrique (BILA) étaient des bataillons formant corps. En 1914, les effectifs devant pour la plupart rester en garnison en Afrique du Nord, on a formé dès octobre 1914 et pour la durée de la guerre, trois Bataillons de Marche d'Infanterie Légère d'Afrique (BMILA) destinés à combattre en Belgique et en métropole, à savoir les 1er, 2e et 3e BMILA.
Pendant la Seconde Guerre mondiale, plusieurs bataillons de marche coloniaux, numérotés de 1 à 24, vont voir le jour au sein des Forces Française Libres, pour la durée du conflit. Certains d'entre eux sont même récompensés de la plus haute récompense militaire : la croix de la Libération, comme le bataillon de marche no 2 de l'Oubangui-Chari.

#### Bataillon de dépôt de passage:9ebataillon
Pendant la Première Guerre mondiale, en avril 1915, sur ordre du Ministre, il doit être créé dans chaque région militaire, sous le titre de dépôt de passage, un bataillon. L'instruction des hommes qui le composent devra être perfectionnée en vue des opérations futures. Le bataillon devra être rapproché du front et c'est le Général commandant la Région militaire qui prescrit sa constitution. Ce bataillon porte le no 9 ; les compagnies sont souvent numérotées 33, 34, 35 et 36. Le bataillon est rattaché à un Régiment d'infanterie de la division.
Les dépôts envoient des renforts au 9e bataillon qui les centralise pour la division : jeunes appelés venant de finir leurs classes, blessés soignés revenant du dépôt (souvent surnommés « les éclopés » dans les JMO) ou sans passage par le dépôt (surnommés alors les « récupérés » dans le JMO), soldats reconnus « aptes au service armé » alors qu'ils étaient exemptés, réformés, ou dans des fonctions « d'embusqués ». Le 9e bataillon perfectionne leur entrainement et envoie ensuite les renforts à qui en a besoin. Tous les renforts pour le 9e bataillon proviennent de casernes de la région militaire.
Ces 9e bataillons étaient donc des unités de dépôts et d'instruction qui, à cette époque, étaient affectées à des centres d'instruction d'armée, dans la zone des armées. Y étaient versés les soldats des nouvelles classes appelées, en provenance des dépôts militaires où ils avaient déjà reçu un début d'instruction, ainsi que les blessés remis, les « désembusqués ». Ce qui formera les renforts destinés aux unités combattantes.
L'implantation géographique de ces camps d'instruction (qui réunissaient plusieurs 9e bataillons) pouvait être indépendante de la localisation de l'unité portant le même écusson.
Les hommes de ces 9e bataillons n'étaient pas forcément reversés dans l'unité portant l'écusson du 9e bataillon. On les envoyait là où l'armée en avait besoin ; demande de renfort formulée par elle, mise sur pied d'un contingent prélevé dans les 9e bataillons.
Une dépêche ministérielle en date du 14 août 1915 décide de la création de 18 bataillons de dépôt. Le 26 août 1915, la création de ces bataillons est faite avec des éléments à prélever dans les troupes de la région militaire.

#### Bataillon du Génie
Les bataillons du génie sont rassemblés en régiment. Le nombre des bataillons est variable dans le temps, allant de trois à huit suivant les époques (de 1793 à 1912).
Les organisations successives de l'armée française jusqu'en 1914 s'appuient sur les lois organiques établies par Mac Mahon en 1873. À cette date, il est décidé que chaque corps d'armée disposera d'un bataillon du génie à cinq, puis six compagnies (quatre compagnies de combat, une compagnie de parc, une compagnie de pont).
En temps de paix, un bataillon est à quatre compagnies. Les deux premières sont dites « de sapeurs-mineurs » et sont numérotées 1 et 2. Les deux autres sont dites « de parc » et numérotées 3 et 4, soit quatre compagnies de combat dans chaque bataillon, renforcées, à la mobilisation, d'une compagnie de parc et d'une compagnie de pont d'équipage.
Pendant la Première Guerre mondiale, le Génie s'organise en bataillon. Il en existe un par corps d'armée. À la déclaration de guerre, le régiment est dissous et forme des compagnies divisionnaires et de corps d'armée, formant le bataillon du Génie.
Le Génie est organisé au niveau de l'échelon militaire : division, corps d'armée et armée. À l'époque, l'armée française est de type binaire : un corps d'armée est composé de deux divisions, les divisions de deux brigades, les brigades de deux régiments.
Le bataillon du Génie dispose d'un état-major réduit situé au corps d'armée. Il n'existe pas d'état-major Génie au niveau de la division en 1914. Le capitaine commandant la compagnie de division est le conseiller Génie du général commandant la division d'infanterie.
Ce qui donne pour le Génie :
- Au corps d'armée, un état-major.
- Deux compagnies de combat à l'échelon de la division
- Deux compagnies à l'échelon du corps d'armée.
- Deux compagnies de parc :
  - Une compagnie de parc de corps d’armée
  - Une compagnie de parc de division.

Donc, à une division, est affectée une compagnie de sapeurs, à la brigade un peloton (deux sections), au régiment une section.
La numérotation est fractionnaire : bataillon / compagnie, exemple 18/1 signifie donc « 18e bataillon, 1re compagnie ». Depuis 1871, il existe un bataillon du Génie par corps d'armée. Le numéro du bataillon est celui du corps d'armée.

## Canada
Dans les forces armées canadiennes, le bataillon est une unité d'infanterie regroupant plusieurs compagnies.
L'Armée canadienne comprend trois groupes-brigades mécanisés réguliers comprenant chacun trois bataillons d'infanterie (deux blindés et un léger) et dix groupes-brigades de réserve pour un total de 51 bataillons de réserve. Les unités en mission opérationnelle sont placées sous le Commandement des opérations interarmées du Canada et sont généralement organisées en groupements tactiques formés autour de l'un des bataillons des trois régiments réguliers d'infanterie, le Princess Patricia's Canadian Light Infantry, le Royal 22e Régiment et le Royal Canadian Regiment, pour les missions outremers de grande envergure.